# Rio Drahura
O Rio Drahura é um rio da Romênia afluente do Neamţ, localizado no distrito de Neamţ.